# NGC 2201
NGC 2201 is een balkspiraalstelsel in het sterrenbeeld Achtersteven. Het hemelobject werd op 1 januari 1835 ontdekt door de Britse astronoom John Herschel.

## Synoniemen
- ESO 254-40
- MCG -7-13-7
- AM 0611-433
- PGC 18658